# ساتوشی ۱۴۹۲۷
سیارک ۱۴۹۲۷ (به انگلیسی: 14927 Satoshi، نامگذاری:1994VW6) چهارده هزار و نهصد و بیست و هفتمین سیارک کشف شده‌است که در ۱ نوامبر ۱۹۹۴ کشف شد.
قدر مطلق سیارک برابر ۲۶.۹ است.